# TW 601
Der TW 601 ist ein Prototyp-Stadtbahnwagen, den die Üstra 1970 für die Stadtbahn Hannover angeschafft hatte.

## Beschreibung
Als 1965 in Hannover mit dem Bau der Tunnelstrecken und der Umgestaltung des Straßenbahnnetzes zum Stadtbahnnetz begonnen wurde, musste ein neues Fahrzeug entwickelt werden, da die zuvor eingesetzten Wagen nicht den Anforderungen des Stadtbahnbetriebs entsprachen. Das neue Fahrzeug sollte einen Zweirichtungsbetrieb ermöglichen, Hoch- und Tief-Bahnsteige bedienen können und mehr Komfort für die Fahrgäste bieten.
Zu Erprobungszwecken beschaffte die Üstra im Jahr 1970 je einen sechsachsigen Prototyp von Linke-Hofmann-Busch (LHB, Salzgitter), Triebwagen 600, und Duewag (Düsseldorf), Triebwagen 601. Diese rot/weiß lackierten Fahrzeuge waren 2,5 Meter breit und 19,5 Meter lang. Damit waren sie 15 bis 30 Zentimeter breiter als die damals eingesetzten Straßenbahnwagen. Daher gab es für diese Prototypen an vielen Stellen Begegnungsverbote, weil die Gleise zu nahe lagen. Technisch unterschieden beide Triebwagen sich in einigen Punkten, damit für die Serienfahrzeuge die geeignetsten Komponenten ausgewählt werden konnten. Triebwagen 601 hatte einige technische Gemeinsamkeiten mit den ebenfalls von Duewag hergestellten Triebwagen des Typs Mannheim. Die Fahrzeuge wurden bis 1975 überwiegend auf der Linie 14 zwischen Oberricklingen und Kirchrode im Linienverkehr erprobt und nach Indienststellung der ersten Serienwagen des Typs TW 6000 abgestellt.

## Verwendung als Museumsstraßenbahn
Während der Triebwagen 600 1978 an den Hersteller LHB zurückgegeben und dort 1988 verschrottet wurde, wurde Triebwagen 601 1975 nach Vancouver in Kanada überführt. Hier wollte Siemens-Canada ihn als Demonstrationsfahrzeug einsetzen, wozu es jedoch nicht kam. So blieb er 13 Jahre lang abgestellt. Im Jahr 1988 wurde er nach Edmonton veräußert, wo er seit 2005 bei der Museumsstraßenbahn (Edmonton Radial Railway Society) auf deren High Level Bridge line eingesetzt wurde.
Der Förderverein Straßenbahn Hannover e.V., der sich um die historischen Wagen der Üstra kümmert, fragte 2013 in Edmonton an, ob der dortige Verein bereit wäre, sich von dem Fahrzeug zu trennen. Nach deren Einverständnis begann der Förderverein Spenden für die Kosten des Rücktransports in Höhe von 75.000 Euro zu sammeln. Nach drei Jahren konnte die 11.000 km lange Überführung finanziert werden und am 18. Oktober 2016 ist das Fahrzeug in Hannover auf dem Betriebshof Döhren eingetroffen.
Am 26. September 2021 fuhr der Triebwagen erstmals wieder mit geladenen Fahrgästen im Hannoveraner Netz.